# Otreide
En la mitología griega, Otreide era una ninfa que tuvo romances tanto con Zeus como con Apolo, y por ellos fue madre de Meliteo y Fagro respectivamente.
Cuando Meliteo nació, Otreide, por miedo a Hera (esposa de Zeus), abandonó al niño. El muchacho, sin embargo, fue alimentado por las abejas y así sobrevivió. Fue encontrado por su medio hermano Fagro, que estaba apacentando sus ovejas en la zona. Fagro adoptó y crio a Meliteo. Cuando Meliteo creció, fundó la ciudad de Mélite en Ftía. En esta historia mitológica, una especie de abejas lleva su nombre, y Meliteo inspiró la palabra proveniente del latín, "miel".